# Tina Lagostena Bassi
Tina Lagostena Bassi, all'anagrafe Augusta Bassi, coniugata Lagostena (Milano, 2 marzo 1926 – Roma, 4 marzo 2008), è stata un'avvocata e politica italiana.

## Biografia

### Carriera
Laureatasi in giurisprudenza all'Università di Genova, con il professor Giuliano Vassalli, iniziò la sua carriera come prima assistente alla cattedra di diritto penale sempre all'Università di Genova. In quegli anni divenne amica di Fabrizio De André. In seguito si specializzò divenendo titolare della cattedra di Diritto della Navigazione presso l'Università di Parma dal 1971 al 1972.
Col marito Vitaliano Lagostena fondò nel 1950 uno studio legale a Genova, poi trasferito a Roma nel 1973. Nonostante la volontà iniziale del marito che non continuasse a studiare e formarsi, la sua voglia di libertà e autoaffermazione l'ha portata a insistere e andare avanti per la sua strada, essendo per tutto il resto della sua vita costantemente focalizzata a evolversi, anche in ambito medico e non solo giuridico.
Dal 1973 al 1975 lavorò all'ufficio riforme del Ministero di grazia e giustizia. Era la rappresentante italiana al Convegno Mondiale per la Pace svoltosi a Praga nel 1983. Fu anche consigliera comunale a Recco per il Partito Socialista Italiano.
Divenne nota nei tribunali italiani come una delle principali e più agguerrite avvocate per la difesa dei diritti delle donne. A tal proposito si rese celebre per l'aver difeso i diritti di Donatella Colasanti contro Angelo Izzo nel processo sul massacro del Circeo, e ancora prima per aver difeso Fiorella nel processo per gli stupri di Nettuno. Questo ultimo fu il primo processo per violenza carnale mediatizzato perché fu filmato dando così vita al documentario Processo per stupro poi trasmesso dalla RAI.
Celebri le sue arringhe in cui, con termini asciutti, descriveva la violenza subita dalle sue assistite rompendo così un muro di silenzio che esisteva sia nella società, sia nel mondo dei tribunali sulla questione della violenza sessuale. In linea con il suo impegno per le cause femminili divenne una delle socie fondatrici del Telefono rosa.

### Parlamentare
Nel 1994 si candidò alla Camera dei deputati per il Polo per le Libertà nel collegio uninominale Firenze 2 ove, avendo ottenuto il 19,9% dei voti, venne sconfitta dall'esponente dei Progressisti Sandra Bonsanti, e nelle liste di Forza Italia per la quota proporzionale, ove invece risultò eletta nella circoscrizione XII-Toscana.
Nella XII legislatura fu membro della Commissione Giustizia della Camera dei deputati e coautrice nel 1996 della legge contro la violenza sessuale n. 66/1996.
Dal 1994 al 1995 ricoprì il ruolo di Presidente della Commissione Nazionale parità e pari opportunità uomo-donna presso la Presidenza del Consiglio dei ministri, essendo inoltre componente del gruppo sulle pari opportunità della Comunità Europea.
Diresse la delegazione per l'Italia nei lavori preparatori della IV Conferenza Mondiale ONU sui diritti della donna svoltasi a Pechino nel 1995. Nel maggio di quell'anno lasciò FI per aderire al gruppo Federalisti e Liberaldemocratici. Rimase a Montecitorio fino al 1996.
Nel 1998 fondò a Roma lo studio associato Lana - Lagostena Bassi, nato dalla fusione tra i due importanti studi legali di Firenze e Roma, divenendo anche membro del direttivo dell'Unione Forense per la Tutela dei Diritti Umani.
Nel 2000 scrisse l'introduzione per il libro La Bugiarda (poi ritirato in quanto diffamatorio), in cui Carolina Tana accusava di pedofilia il proprio padre, assolto; nel 2015 Carolina descrisse il modo in cui era stata plagiata ad accusare falsamente il padre.
Malata da tempo di un tumore al seno, si spense in una casa di cura privata a Roma la sera del 4 marzo 2008, dopo essere stata colpita da un'emorragia cerebrale. I suoi amici la ricordarono dedicandole una puntata di Forum intitolata "Ciao Tina!". Riposa presso il Cimitero di Maccarese.

## In televisione

### Il "Processo per stupro" sulla RAI
Quello che ebbe luogo nel 1978 fu il primo processo per stupro mandato in onda dalla RAI, il 26 aprile 1979 e, a seguito di richieste di replica, nell'ottobre dello stesso anno. Ebbe una vastissima eco nell'opinione pubblica.
L'idea di documentare un processo per stupro nacque in seguito a un Convegno Internazionale femminista sulla "Violenza contro le donne", tenutosi nell'aprile del 1978 nella Casa delle donne in via del Governo vecchio, a Roma. In quel convegno emerse che ovunque nel mondo, quando aveva luogo un processo per stupro, la vittima si trasformava in imputata. Loredana Rotondo, programmista alla RAI, propose a Massimo Fichera, allora direttore di Rai 2, di filmare un processo per stupro in Italia. Il documentario Processo per stupro, registrato al Tribunale di Latina, diretto da Loredana Dordi, fu seguito da nove milioni di telespettatori. Con il titolo inglese A Trial for Rape fu presentato al festival di Berlino, insignito del Prix Italia for documentaries e ricevette una nomination all'International Emmy Award. Se ne conserva oggi una copia al MOMA di New York.
La vittima del processo filmato era una giovane di 18 anni di Latina, Fiorella, che denunciò per violenza carnale di gruppo quattro uomini, fra cui Rocco Vallone, un conoscente. Fiorella, lavoratrice in nero, dichiarò di essere stata invitata da Vallone in una villa per discutere una proposta di lavoro stabile. Il processo fu reso difficile dal fatto che la vittima conosceva l'imputato principale e non presentava segni di percosse o maltrattamenti. Lagostena Bassi era avvocato di parte civile.
In un'intervista del 2007, Lagostena Bassi sottolineò come la trasmissione in tv del processo fu scioccante perché si rendeva visibile come gli avvocati difensori potessero essere altrettanto violenti degli stupratori nei confronti delle donne, inquisendo sui dettagli della violenza e sulla vita privata della parte lesa, trasformandola in imputata: l'atteggiamento mentale che emergeva in aula era che una donna "di buoni costumi" non poteva essere violentata; che se c'era stata una violenza, questa doveva evidentemente essere stata provocata da un atteggiamento sconveniente da parte della donna; che se non c'era una dimostrazione di avvenuta violenza fisica o di ribellione, la vittima doveva essere consenziente.

### Sceneggiatrice e conduttrice
In ambito televisivo, dopo Processo per stupro, è stata sceneggiatrice della miniserie TV per la RAI L'avvocato delle donne (1997), tratta da un suo omonimo libro, dove lei era interpretata da Mariangela Melato.
È stata poi giudice d'arbitrato nel programma Forum dal 1998 al 2008.
Per Odeon TV ha ideato e condotto le trasmissioni Tinamite (2002-2006) e Tinamite il Caso.

## Media
- Nella miniserie del 2022 Circeo, è interpretata da Pia Lanciotti.

## Opere
- Tina Lagostena Bassi, Delle garanzie giurisdizionali nei provvedimenti di sospensione e revoca della patente a carattere penitenziale, Roma, Ars nova, 1960?.
- Guido Gentile, Danti Guerreri, Tina Lagostena Bassi, Responsabilità: guida giurisprudenziale, Giuffrè, 1966.
- Lucio Rubini, Tina Lagostena Bassi, La liquidazione del danno, Giuffrè, 1974-1981.
- Tina Lagostena Bassi, La R.C. per la circolazione dei veicoli, la liquidazione del danno: appendice di aggiornamento, Milano, Giuffrè, 1977.
- Tina Lagostena Bassi, Dizionario tecnico-giuridico delle assicurazioni e riassicurazioni, Roma, Edizioni giuridiche italiane, 1978.
- Tina Lagostena Bassi, Agata Alma Cappiello, Giacomo F. Rech, Violenza sessuale: 20 anni per una legge, Istituto Poligrafico dello Stato, 1997.
- Tina Lagostena Bassi, L'avvocato delle donne: dodici storie di ordinaria violenza, Mondadori, 1997, ISBN 88-04-34450-4.
- Tina Lagostena Bassi, Manuale dei diritti e dei doveri del giovane cittadino, Mondadori, 2000, ISBN 978-88-04-47520-0.
- Tina Lagostena Bassi, Così è deciso, Milano, Sperling & Kupfer, 2000, ISBN 978-88-200-2963-0.
- Tina Lagostena Bassi, Germana Monteverdi, Una vita speciale, Casale Monferrato, Piemme, 2008, ISBN 978-88-384-8914-3.

## Riconoscimenti
- Nel 2018 il Comune di Milano ha deciso che il suo nome venga iscritto nel Famedio, all'interno del Cimitero Monumentale[10].